# Sempre la stessa
Sempre la stessa è un singolo della cantautrice italiana Joan Thiele, pubblicato il 20 marzo 2020 come quarto estratto dal secondo EP Operazione oro.

## Descrizione
Il brano è scritto dalla stessa cantautrice, la quale ha anche curato la produzione con Stefano Tognini, in arte Zef.

## Video musicale
Del brano è stato realizzato un lyric video, montato da Gio Positivo con riprese d'archivio della famiglia Thiele risalenti al 1957, che è stato pubblicato il 24 marzo 2020 sul canale YouTube della cantautrice.

## Tracce
Testi e musiche di Alessandra Joan Thiele e Giulio Enrico Fasino.
1. Sempre la stessa – 2:46